# Цой Чан Гын
Цой Чан Гын, другой вариант — Цой Чан-Гын (1915 год, деревня Лянчихе, Приморская область, Приамурский край — 18 июня 1986 года) — колхозник колхоза «Красный Восток» Каратальского района Талды-Курганской области, Казахская ССР. Герой Социалистического Труда (1950).

## Биография
Родился в 1915 году в крестьянской семье в корейской деревне Лянчихе Приморской области. В 1929 году окончил восемь классов средней школы во Владивостоке. В 1930—1932 годах трудился рядовым колхозником, бригадиром полеводческой бригады в местном колхозе «Красный пахарь» в деревне Лянчихе. В 1935 году окончил партийную школу в городе Ворошилов. С 1936 года — налоговый инспектор Надеждинского райфинотдела.
В 1937 году депортирован в Казахскую ССР. Работал заведующим начальной школой в колхозе «Оян» Каратальского района (1937—1940), культработником, учётчиком, бухгалтером, звеньевым рисоводческого звена в колхозе «Красный Октябрь» Каратальского района (1940—1951). В 1945 году вступил в ВКП(б). С 1947 года — секретарь партийной организации колхоза «Красный Октябрь».
В 1949 году бригада Цой Чан Гына собрала в среднем по 85,6 центнеров риса с каждого гектара на участке площадью 5 гектаров. Указом Президиума Верховного Совета СССР от 23 июня 1950 года удостоен звания Героя Социалистического Труда с вручением ордена Ленина и золотой медали «Серп и Молот».
После окончания в 1952 году сельскохозяйственного института в Семипалатинске, трудился бухгалтером колхоза «Красный Октябрь» (1952—1953), бухгалтером Каратальской МТС (1953—1955).
С 1955 года проживал в Хабаровской области. Трудился рядовым колхозником, бригадиром в колхозе имени Чапаева Хабаровского района (1955—1958), бригадиром овощеводческой бригады, председателем колхоза «Партизан» Хабаровского района (1958—1960), агрономом школы механизации в Хабаровске (1960—1962), управляющим отделением совхоза «Чернореченский» Хабаровского района (1962—1963), директором, нормировщиком, старшим зоотехником, экономистом, управляющим отделением совхоза «Благодатный» Хабаровского района (1963—1975).
В 1975 году вышел на пенсию. Продолжал трудиться зам. директора по хозяйству в совхозе «Благодатный» (1978—1980).
С 1981 года проживал в Пахтааральском районе Чимкентской области.
В 1983 году возвратился в Хабаровскую область. Проживал в селе Анастасьевка, с 1985 года — в селе Тополево Хабаровского района.
Скончался в 1986 году. Похоронен на Центральном кладбище в Хабаровске.
Награды
- Герой Социалистического Труда
- Орден Ленина
- Медаль «В ознаменование 100-летия со дня рождения Владимира Ильича Ленина»
- Медаль «За доблестный труд в Великой Отечественной войне 1941—1945 гг.»